# Il Gay più bello d'Italia
Il Gay più bello d'Italia è un concorso di bellezza nato nel 1997 come Mister Gay Italia e ribattezzato con l'attuale denominazione nel 2015, che si tiene annualmente a Torre del Lago Puccini, frazione del comune italiano di Viareggio.
Le selezioni avvengono online per poi procedere a 3 macroselezioni a cui segue la finale.

## Storia
Il concorso di Mister Gay Italia è nato nel 1997 da un'idea di Corrado Fumagalli, patron del concorso fino al 2009, che volle seguire le orme di simili manifestazioni che già si tenevano negli altri paesi europei. Fino al 2002 la sede della finale è stata la città di Bergamo, mentre dal 2004 l'appuntamento è divenuto itinerante.
Il vincitore della prima edizione è stato Salvatore Inguì.
A partire dall'edizione 2010, il concorso Mister Gay Italia è stato organizzato dal portale Gay.it, con il supporto della sua community Me2.it e lo showman Paolo Tuci al quale viene affidata la conduzione delle selezioni regionali delle successive tre edizioni. Fra le novità introdotte dalla nuova gestione è stata riservata maggiore attenzione ai valori del coming out e dell'impegno sociale dei candidati a partire dalle selezioni regionali.
La finale dell'edizione del 2010, presentata da Fabio Canino e Paola Perego, si è svolta a Torre del Lago Puccini il 19 ed il 20 agosto, nell'ambito di Friendly Versilia. Il concorso è stato vinto dal palermitano Giulio Spatola che l'anno seguente si è aggiudicato anche il titolo di Mister Gay Europa.
La finale dell'edizione 2011, preceduta da una semifinale tenutasi al Gay Village di Roma, si è svolta il 19 agosto 2011 a Torre del Lago Puccini, è stata condotta dal comico livornese Paolo Ruffini ed è stata vinta dal romano Daniel Argentino.
La finale dell'edizione 2014, presentata da Paolo Tuci e dalla drag queen La Wanda Gastrica, si è svolta il 22 agosto 2014 presso il locale Mamamia (Torre del Lago Puccini). Ad aggiudicarsi il titolo è stato Arziom Cristofaro, un ragazzo di origini bielorusse adottato da una coppia pugliese all'età di 7 anni. Dallo stesso anno il concorso muta nome, per problemi di copyright, da Mister Gay Italia a Il Gay Più Bello d'Italia.
La finale dell'edizione 2021, presentata dalla drag queen La Wanda Gastrica e Angel Devid, si è svolta il 21 agosto presso il locale Mamabeach. Ad aggiudicarsi il titolo è stato il torinese Pier Paolo Catacchio.

## Valori
Mister Gay Italia è una manifestazione a carattere nazionale volta ad eleggere il ragazzo italiano gay che, a parere di una giuria, oltre ad avere indubbie qualità estetiche, attivi una volta conquistato il titolo il suo impegno sociale.
Attraverso il concorso nazionale, le selezioni sul territorio e attraverso il web, Mister Gay Italia si prefigge l'obiettivo di aumentare la visibilità dei gay italiani e così contribuire al cammino per la pari dignità ed i pieni diritti delle persone LGBT (lesbiche, gay, bisessuali e transessuali) in Italia. Nel regolamento, fra i requisiti, è presente anche l'"essersi dichiarato omosessuale ed esserne orgoglioso".

## Vincitori
| Edizione | Vincitore                | Luogo di provenienza           |
| -------- | ------------------------ | ------------------------------ |
| 1997     | Salvatore Inguì          | Palermo, Sicilia               |
| 1998     | Marco Rignanese          | Pisa, Toscana                  |
| 1999     | Leonel Alvarez           | Bologna, Emilia-Romagna        |
| 2000     | Giovanni Tranchina       | Palermo, Sicilia               |
| 2001     | Massimiliano Perretta    | Napoli, Campania               |
| 2002     | Cristiano Luongo         | Napoli, Campania               |
| 2003     | Anastasio Micono         | Torino, Piemonte               |
| 2004     | Alessandro Tamburrino    | Alessandria, Piemonte          |
| 2005     | Marco Longo              | Milano, Lombardia              |
| 2006     | Salvatore Carfora        | Maddaloni, Campania            |
| 2007     | Diego Gerolimi           | Desenzano del Garda, Lombardia |
| 2008     | Antony Cortinovis        | Bergamo, Lombardia             |
| 2009     | Luca Giordano            | Napoli, Campania               |
| 2010     | Giulio Spatola           | Palermo, Sicilia               |
| 2011     | Daniel Argentino         | Roma, Lazio                    |
| 2012     | Alessio Cuvello          | Palermo, Sicilia               |
| 2013     | Giovanni Licchello       | Ferrara, Emilia-Romagna        |
| 2014     | Arziom Cristofaro        | Bari, Puglia                   |
| 2015     | Lello Serio              | Massafra, Puglia               |
| 2016     | Alessandro Falcinelli    | Livorno, Toscana               |
| 2017     | Sergio Genna             | Erice, Sicilia                 |
| 2018     | Iacopo Laghi             | Ravenna, Emilia-Romagna        |
| 2019     | Mattia Martone           | Genova, Liguria                |
| 2020     | Antonio Veneziani        | Bari, Puglia                   |
| 2021     | Pier Paolo Catacchio     | Torino, Piemonte               |
| 2022     | Alberto Nenna            | Milano, Lombardia              |
| 2023     | Alessandro Scalisi       | Augusta, Sicilia               |
| 2024     | Gianpiero Mercoledisanto | Bari, Puglia                   |

### Vittorie per regione
| Numero | Regione        | Anni                               |
| ------ | -------------- | ---------------------------------- |
| 6      | Sicilia        | 1997, 2000, 2010, 2012, 2017, 2023 |
| 4      | Campania       | 2001, 2002, 2006, 2009             |
| 4      | Lombardia      | 2005, 2007, 2008, 2022             |
| 4      | Puglia         | 2014, 2015, 2020, 2024             |
| 3      | Emilia-Romagna | 1999, 2013, 2018                   |
| 3      | Piemonte       | 2003, 2004, 2021                   |
| 2      | Toscana        | 1998, 2016                         |
| 1      | Lazio          | 2011                               |
| 1      | Liguria        | 2019                               |